# Espina (botánica)

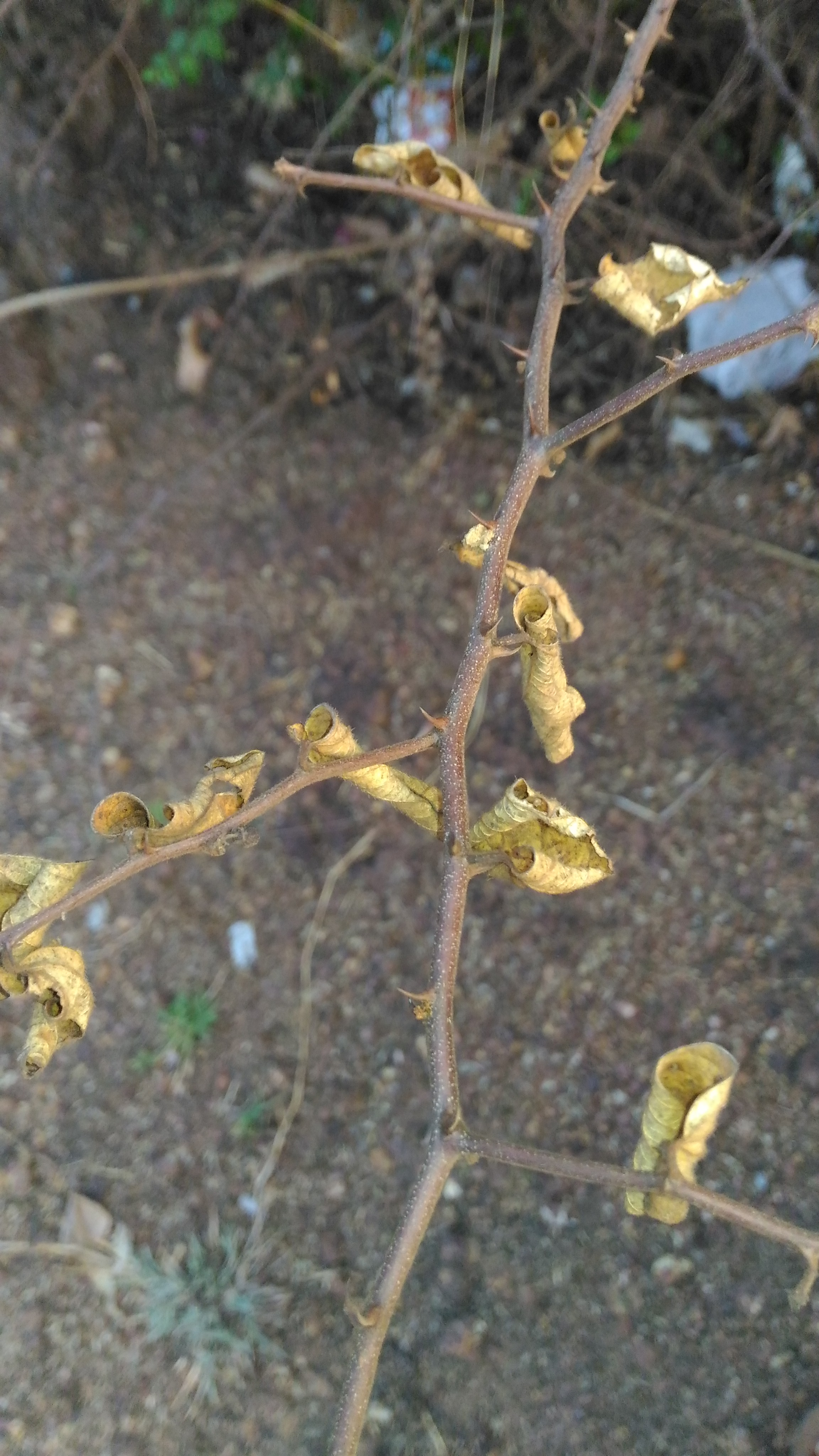
Planta espinosa

Aguijón (botánica) también es tratado en este texto.

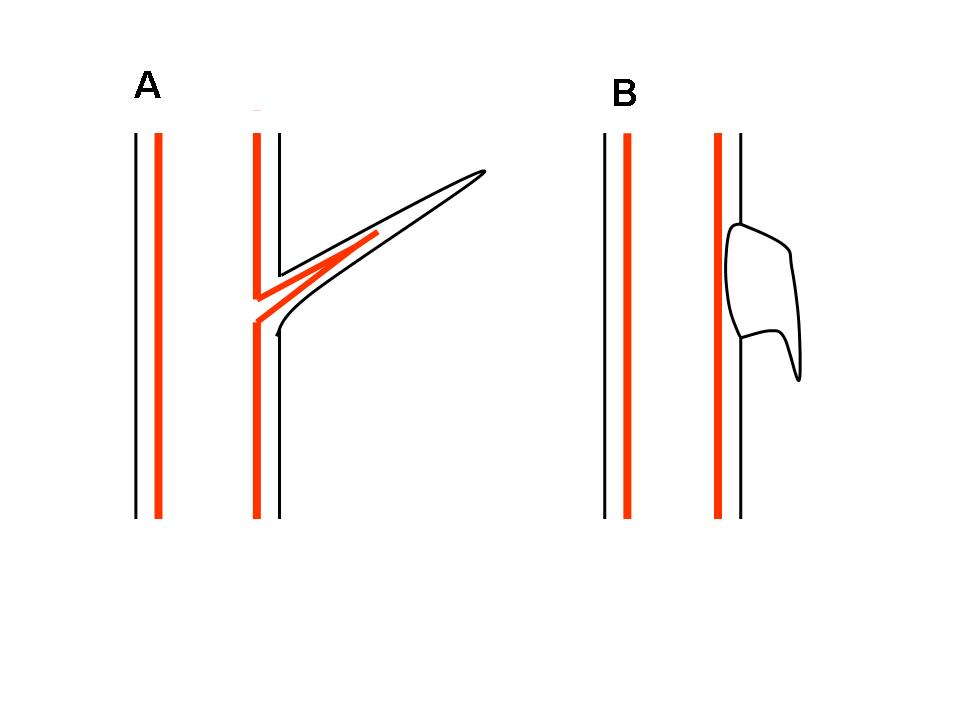
Esquema de la sección longitudinal de un tallo que muestra la diferencia anatómica entre una espina (A) y un aguijón (B). En la espina, los tejidos vasculares, esquematizados en rojo, continúan a los del tallo. El aguijón, en cambio, está formado solo por tejidos corticales, sin participación de los tejidos vasculares; por eso puede arrancarse con facilidad.

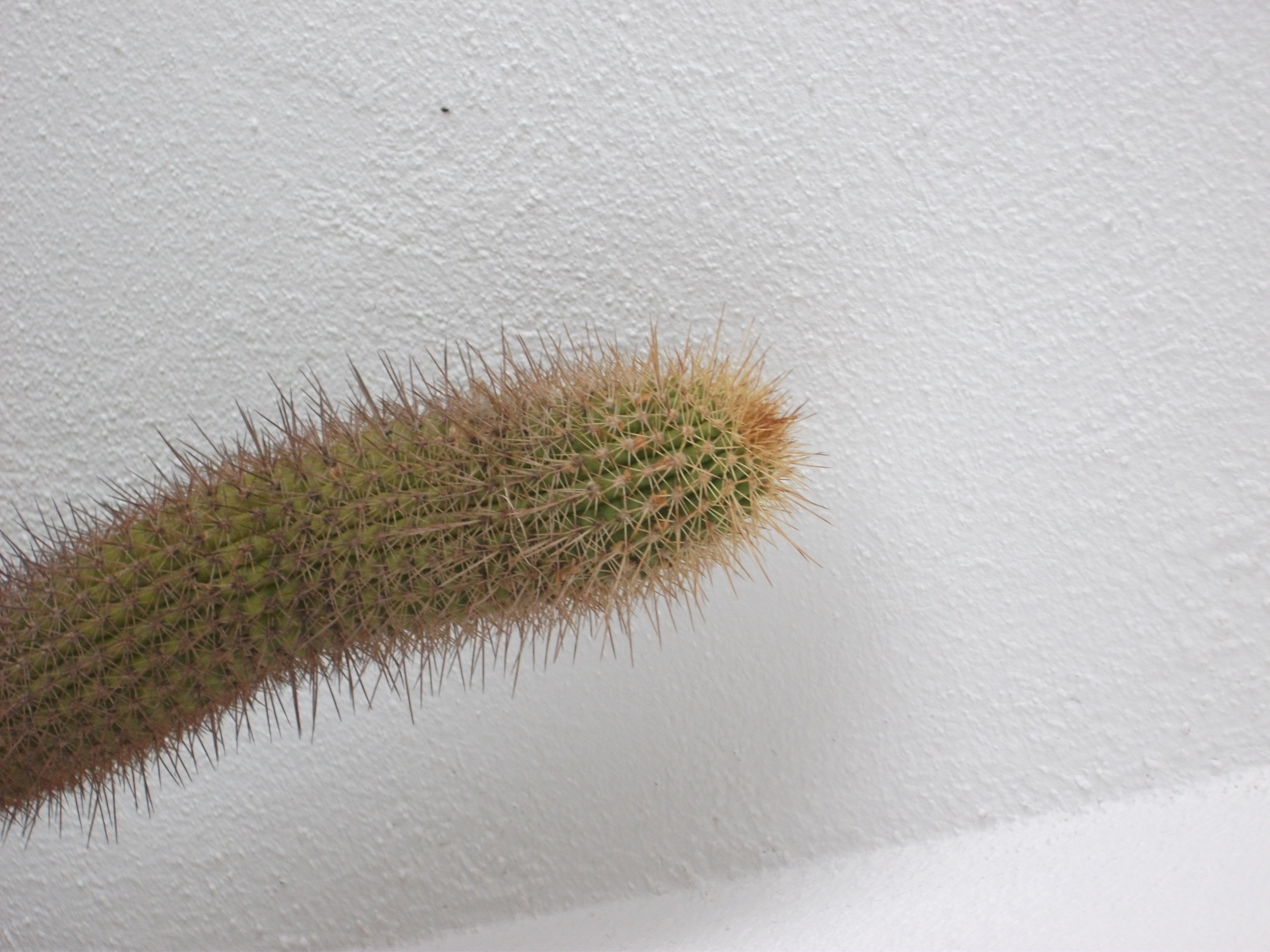
Espinas de cactus (Trichocereus spachianus).

Las espinas son formaciones agudas, aleznadas, a veces ramificadas, de las plantas. Están provistas de tejido vascular, son muy ricas en tejidos de sostén y, como consecuencia, son rígidas. Esto las diferencia de otras estructuras espinescentes vegetales, particularmente de los aguijones, que son excrecencias de la epidermis y tejidos subyacentes sin tejido vascular.
Las espinas pueden tener su origen como transformación del tallo, es decir, que son ramas reducidas, como sucede en Prunus spinosa y Gleditsia triacanthos, y se denominan espinas caulinares. En este caso, el tejido vascular de la espina es una continuación del leño del tallo. Hydrolea spinosa, planta palustre típica de humedales, es un ejemplo ilustrativo de espina caulinar, ya que sus espinas a veces llevan hojas diminutas, al igual que un tallo. Las espinas también pueden ser el resultado de la transformación de una hoja, como es el caso de las cactáceas y de las especies del género Berberis, y se denominan espinas foliares. Finalmente, en casos muy raros, las espinas pueden ser el resultado de la modificación de la raíz a través de un intenso proceso de lignificación, y se denominan espinas radicales.
Varios términos comúnmente utilizados en botánica derivan de la palabra espina. Así, «espinoso/a» se refiere a un tejido u órgano o a una planta que presenta espinas; «espinuloso/a» o «espinescente», cuando las espinas que muestra son pequeñas.
La presencia de espinas es un carácter que se halla difundido sobre todo en plantas típicas de las regiones áridas, como desiertos, estepas, bosques secos y espinares. En estos casos, las espinas son en general el resultado de la transformación de hojas, y permiten reducir la transpiración de la planta y auxiliar a la economía de agua, debido a que no presentan estomas. En otras regiones climáticas y en plantas no xerófitas también aparecen espinas, ya que estas estructuras duras y afiladas, con ápices puntiagudos (algunas con puntas en forma de lezna, anzuelo o gancho), son una excelente defensa contra los animales herbívoros.

## Aguijón

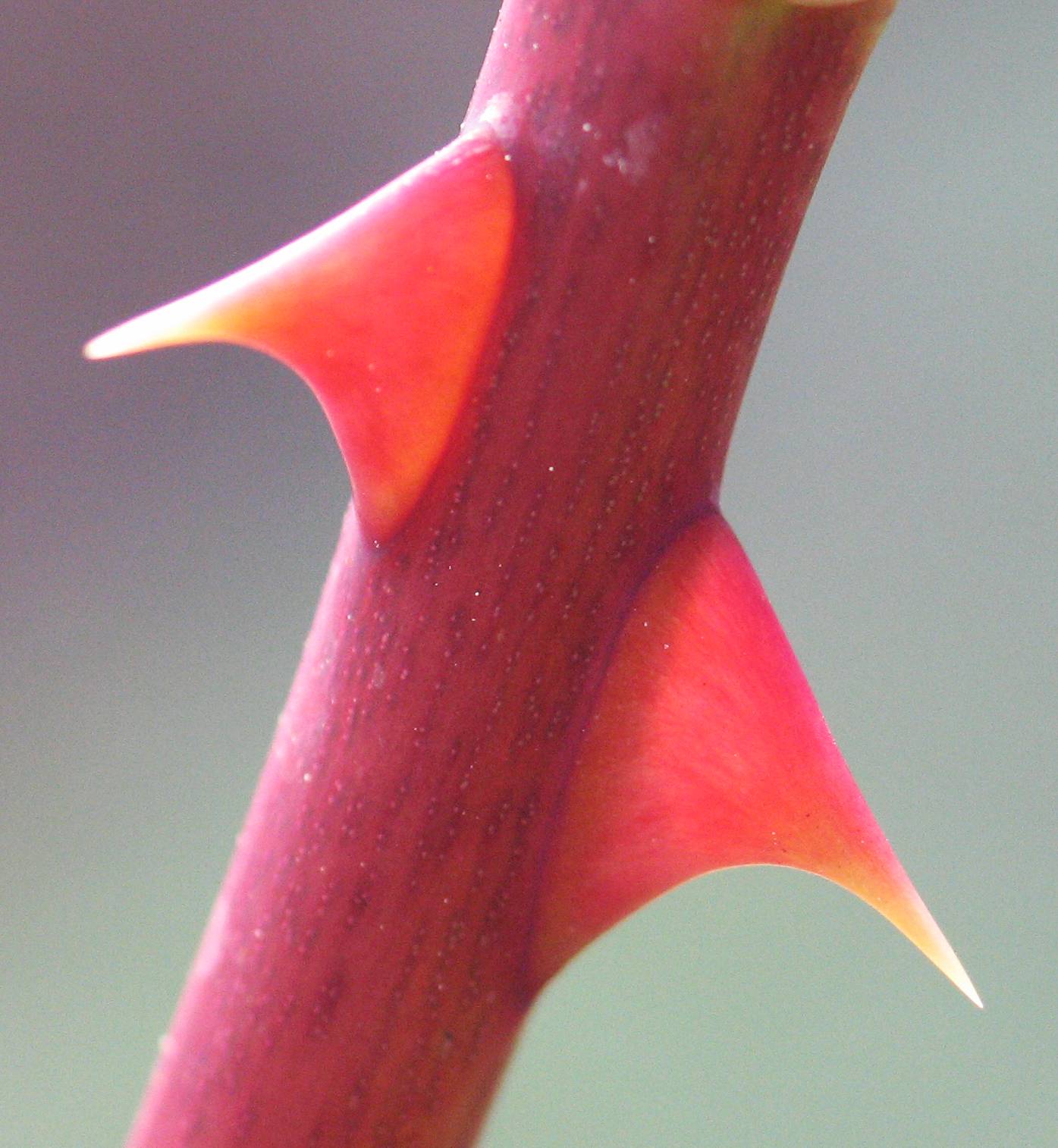
Aguijones jóvenes en un rosal, en los que se ve por transparencia que no poseen tejido vascular.

En botánica se denomina aguijón o acúleo a la púa que se origina en el tejido dérmico de algunas plantas. A diferencia de las espinas, los aguijones carecen de tejido vascular, por lo que son fáciles de arrancar. El ejemplo típico de aguijón es el de la rosa; asimismo, los aguijones de Ceiba speciosa, del palo borracho, y de Fagara rhoifolia son excrecencias del tejido cortical (peridermis) del tallo.

## Espinas en la cultura
Se sabe que los hombres primitivos utilizaban espinas como herramientas. La historia humana registra gran variedad de referencias culturales a esos agudos mecanismos de defensa vegetales.
El libro de Génesis cuenta la creación de las espinas como uno de los castigos impuestos a Adán y Eva por su pecado. Una de las imágenes culturales más perdurables es la corona de espinas que, según la Biblia, fue colocada sobre la cabeza de Jesús antes de su crucifixión.
Un mito popular en el que está también implicada una espina es el de Androcles, un esclavo fugitivo de la antigua Grecia de quien se cuenta que entabló amistad con un león al extraerle una espina de la pezuña.